# Naftali Avnon
Naftali Avnon (wł. Naftali (Tolek) Rubinstein ur. 1910 w Pińsku, zm. we wrześniu 1977 w Tel Awiwie) – izraelski fotografik pochodzenia polskiego.

## Życiorys
W 1928 wyjechał do Dessau, gdzie studiował w Bauhausie na Wydziale Reklamy i Projektowania Graficznego. Jego wykładowcami byli m.in. Josef Albers, zajęcia z grafiki i reklamy prowadził Joost Schmidt. Lekcje fotografiki pobierał u Waltera Peterhansa, gdzie posługiwał się aparatem marki Leica. W 1929 będąc studentem uczestniczył w wystawie Werkbund „Film und Photo” w Stuttgarcie. W 1931 zamieszkał w Warszawie, gdzie otworzył studio grafiki połączone z atelier fotograficznym. W 1936 podjął decyzję o aliji i wyjechał do Mandatu Palestyny, gdzie zaczął nagrywać fotoreportaże dla instytucji publicznych. W 1941 rozpoczął współpracę w jednostce armii brytyjskiej zajmującej się fotografią i kartografią. W 1948 stworzył pierwszą jednostkę filmową w armii izraelskiej, tworzył filmy edukacyjne. Od 1959 był niezależnym grafikiem.